# ГТ-МУ
ГТ-МУ — советский гусеничный легкобронированный авиадесантируемый бронетранспортёр. Разработан в конструкторском бюро Горьковского автомобильного завода, серийно производился на Заволжском заводе гусеничных тягачей.

## Описание конструкции
Бронетранспортёр ГТ-МУ является легкобронированной гусеничной машиной и способен перевозить специальное вооружение, личный состав и другие армейские грузы. Общая грузоподъёмность машины составляет 1000 кг.

### Броневой корпус
Броневой корпус ГТ-МУ сварен из стальных броневых листов. Конструкция полностью герметичная и обеспечивает защиту экипажа от лёгкого стрелкового вооружения. В задней и верхней частях корпуса имеются люки десантного отделения. В передней части корпуса размещено отделение управления, а в средней установлен двигатель. Собственное вооружение в машине отсутствует, однако на корпусе имеются специальные бойницы для ведения экипажем и десантом огня из личного оружия.

### Двигатель и трансмиссия
В качестве силовой установки в ГТ-МУ используется карбюраторный двигатель ГАЗ-73 (ЗМЗ-73) семейства ЗМЗ-53. Максимальная мощность двигателя — 115 л.с. С двигателем соединена механическая коробка передач, которая имеет четыре передние и одну заднюю скорости.

### Ходовая часть
Бронетранспортёр ГТ-МУ имеет торсионную подвеску. Задние опорные катки выполняют одновременно и роль направляющих колёс. Для этого они снабжены специальным натяжным устройством. На специальной опоре установлен снегоочиститель для чистки беговой дорожки цепи.
На обрезиненных катках имеются пружинные ограничители хода. На передних и задних опорных катках со внутренней стороны корпуса размещены гидравлические амортизаторы телескопического типа.
Для преодоления водных преград ГТ-МУ использует гусеничный движитель. Также имеются специальные гидродинамические кожухи, позволяющие увеличить скорость и манёвренность машины на плаву.

### Специальное оборудование
Для работы в зимний период в боевом отделении ГТ-МУ установлены отопители, обогревающие обитаемый отсек с помощью горячей воды из системы охлаждения двигателя. На заднем листе днища для буксирования прицепов имеется тягово-сцепной прибор. Кроме того в машине имеется специальная лебёдка, работающая от коробки отбора мощности двигателя. Лебёдка имеет тяговое усилие в 400 кгс. Длина троса составляет 100 метров.

## Модификации

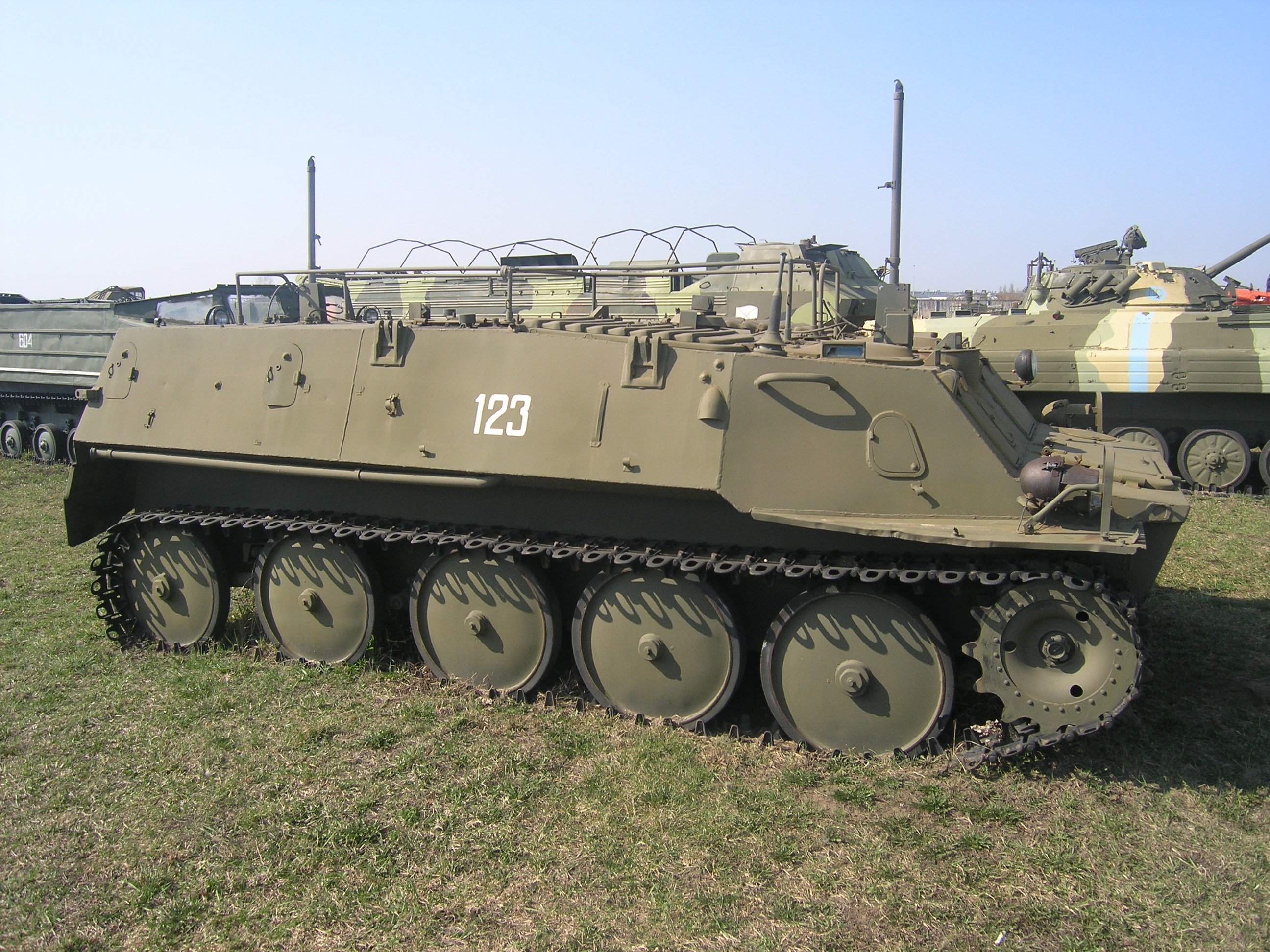
Командно-штабная машина на базе ГТ-МУ

- ГТ-МУ 1 (ГАЗ-73/ГАЗ-3402) — с двигателем мощностью 123 л.с. Также использовались как машины погранзастав, топопривязчики и станции радиопомех
- ГТ-МУ 1Д (ГАЗ-73/ГАЗ-34025) — с дизельным двигателем ГАЗ-5441 мощностью 173 л.с. Десант – 8-10 чел. Вес – 6,57 т
- ГТ-МУ КШМ (ГАЗ-34025) — командно-штабная машина
- ГТ-МУ РХ (ГАЗ-73/ГАЗ-3402) — разведывательная химическая машина
- ГТ-МУ РХБ (ГАЗ-73/ГАЗ-3402) — разведывательная химическая машина

## Машины на базе
- РХМ-2 (ГАЗ-34025) — машина химической и бактериологической разведки
- РХМ-2С (ГАЗ-73/ГАЗ-3402) — машина химической и бактериологической разведки. С приборами ВПХР, ППХР, ГСА-12 (химразведки), ПРХР (химической и радиационной), ДП-3Б и ДП-5В (радиационной), АСП (биологической)[4]
- СПР-1 — советская станция помех радиовзрывателям 1Л21

## Сохранившиеся экземпляры
- Россия — 1 ГТ-МУ находится в техническом музее ОАО «АВТОВАЗ» в Тольятти.
- Россия — 1 ГТ-МУ находится в Московском суворовском военном училище в Москве.
- Россия — 1 ГТ-МУ находится в Городском инсторико-краеведческом музее в Полярном.

- Россия — 1 ГТ-МУ находится в Музее истории МВД по Республике Карелия, г. Петрозаводск.
- Россия — 1 ГТ-МУ находится перед въездом на территорию Волжского спасательного центра МЧС России, г. Самара
- Россия — 2 ГТ-МУ находятся на вооружении ФГКУ "СПСЧ ФПС по Владимирской области" МЧС России, г. Владимир. (одна из ГТ-МУ с 04 октября 2018 года находится в экспозиции у здания ПЧ №2 г.Владимира, по адресу г.Владимир, ул.Горького, д.46).
- Россия — 1 ГТ-МУ находится на вооружении СПСЧ ФПС ГПС Главного управления МЧС России по Московской области", г. Реутов
- Россия — 1 ГТ-МУ была отреставрирована солдатом срочной службы в гвардейской дивизии ВДВ, г. Новороссийск.
- Россия — 1 ГТ-МУ стоит в Челябинской области, в национальном парке "Таганай", на горе Дальний Таганай, возле бывшей метеостанции. [5]